# Rejet-de-Beaulieu
Rejet-de-Beaulieu is een gemeente in het Franse Noorderdepartement (regio Hauts-de-France) en telt 227 inwoners (2004). De plaats maakt deel uit van het arrondissement Cambrai.

## Geografie
De oppervlakte van Rejet-de-Beaulieu bedraagt 6,3 km², de bevolkingsdichtheid is 36,0 inwoners per km².
De onderstaande kaart toont de ligging van Rejet-de-Beaulieu met de belangrijkste infrastructuur en aangrenzende gemeenten.

## Demografie
Onderstaande figuur toont het verloop van het inwonertal (bron: INSEE-tellingen).